# أندرو ك. ميدلتون
أندرو ك. ميدلتون (بالإنجليزية: Andrew C. Middleton)‏ هو سياسي أمريكي، ولد في 5 أبريل 1824، وتوفي في 1909. انتخب عضو مجلس ولاية نيويورك.